# Chaca bankanensis
Chaca bankanensis es una especie de pez de la familia Chacidae en el orden de los Siluriformes.

## Morfología
• Los machos pueden llegar alcanzar los 20 cm de longitud total.
- Tiene una espina dorsal corta que puede infligir heridas dolorosas.[3]

## Alimentación
Come peces  y gambas.

## Hábitat
Es un pez de agua dulce y de clima tropical (24 °C-28 °C).

## Distribución geográfica
Se encuentran en Asia: Malasia e Indonesia, incluyendo Borneo.